# Meriam Al Khalifa
Meriam bint Abdullah Al-Khalifa (født 1980) er medlem af Bahrains kongelig slægt Al-Khalifa. 
Al Khalifa er bedst kendt for at flygte fra sin familie og Bahrain til USA sammen med US Marine Corporal Jason Johnson, som på det tidspunkt var, udstationeret i Bahrain som del af en terrorbekæmpelse enhed, der yder sikkerhed for udstationerende amerikanere. 
Efter at Al Khalifa var blev smuglet ind i USA med hjælp fra Lance Johnson og bliver truet med udvisning fra USA, fik hun tilladelse til at blive og søge om asyl, hun hævder, at hun frygtede æresdrab af sin familie som gengældelse for at flygte fra hendes land, og have et romantisk forhold med en amerikaner. 
Al Khalifas historie fik stor omtale i den amerikanske presse, herunder The Oprah Winfrey Show. 
Historien blev indspillet som tv-filmen Prinsessen og marinesoldaten.